# Psychoda serpentina
Psychoda serpentina är en tvåvingeart som beskrevs av Quate 1965. Psychoda serpentina ingår i släktet Psychoda och familjen fjärilsmyggor. Inga underarter finns listade i Catalogue of Life.